# Mons Dieter
Der Mons Dieter ist ein Berg auf dem Erdmond. Er steht bei 5° 00' N / 120° 12' O und weist einen Durchmesser von 20 km auf. Er erhielt seinen Namen im Jahr 1976.